# Klíč k poznání
Klíč k poznání je první EP brněnské rockové skupiny The Progress Organization, která později používala název Progres 2. EP vyšlo v roce 1970 (viz 1970 v hudbě) a jednalo se o první oficiálně vydanou nahrávku kapely.
Album Klíč k poznání vyšlo v roce 1970 u malého brněnského vydavatelství Discant vzniklého v době pražského jara, jež ale po invazi vojsk Varšavské smlouvy do Československa příliš dlouho nevydrželo. V případě Klíče k poznání se spíše jedná o rozšířený singl, neboť byla využita standardní sedmipalcová gramofonová deska, kapela ale musela použít rychlost otáčení 33 otáček za minutu, jež je naopak obvyklá u dlouhohrajících desek, aby se její skladby na malou vinylovou desku vešly.
Na albu se nachází tři skladby, titulní „Klíč k poznání“, nejdelší z nich, je zpívána česky, zbylé dvě mají texty v angličtině.
Písně z tohoto EP vyšly poprvé na CD v roce 2006, kdy vydavatelství FT Records vydalo reedici prvního alba The Progress Organization, desky Barnodaj. Všechny tři skladby z Klíče k poznání zde byly zařazeny jako bonusy.

## Seznam skladeb
1. „Klíč k poznání“ (Sochor/Jemelka) – 7:41
2. „Snow in My Shoes“ (Kluka/Trejtnar) – 2:50
3. „Fortune Teller“ (Sideridis/Trejtnar) – 3:47

## Obsazení
- The Progress Organization
  - Pavel Váně – kytara, zpěv
  - Emanuel Sideridis – baskytara, zpěv
  - Jan Sochor – varhany, piano, zpěv
  - Zdeněk Kluka – bicí, perkuse
- Jaromír Hnilička, Artur Pavlíček – trubka
- Mojmír Bártek – pozoun
- Zdeněk Novák, R. Hájek, Josef Audes – saxofon